# Emi Maeda

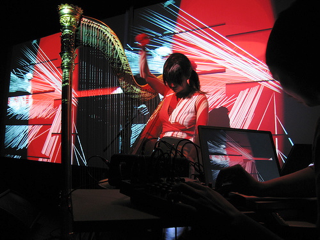
Emi Maeda în concert Foto: Marius Watz

Emi Maeda (n. 1973, Tokyo, Japonia) este o harpistă și interpretă de muzică noise, care colaborează des cu muzicieni scandinavi, precum Alog, HC Gilje, sau cu Lia, o artistă vizuală din Austria.
A început studiul harpei în 1991.
În 1996 se mută în Marea Britanie, unde continuă să studieze harpa la Londra, după care se stabilește în 1999 la Helsinki, Finlanda. Acolo studiază până în 2001 compoziție, aranjament muzical și live electronics la Academia de muzică Sibelius.

Harpa electronică a lui Emi Maeda Foto: Marius Watz

Participă ca invitată la o serie de festivaluri de avangardă: Larm (Norvegia), Avanto Media Arts Festival, Turneul Generator.x, Interferenze New Arts Festival (Italia) Maderiradig 2006 .

## CD-uri
- Electronic Leak - The North of It CD, leak 1, The Nordic Pavillion Exhibition, 2003 (disc compilație)
- Avantoscore 2003 CD, AAAAA-2003, Avanto Recordings, 2003 (disc compilație) [2]